# Lamborghini Revuelto
El Lamborghini Revuelto (reˈbwelto) es un automóvil superdeportivo con motor central-trasero montado longitudinalmente y de tracción en las cuatro ruedas, producido por el fabricante italiano Lamborghini desde la primavera de 2023.
Es el sucesor del Aventador, que ha sido el último fabricado por la firma con motor atmosférico puramente de gasolina.

## Nomenclatura
El origen de su nombre, como en la mayoría de los modelos del fabricante, proviene de un toro de lidia español que haya destacado por su bravura en los años 1880, aunque en este caso se trata de un ejemplar "remezclado", debido a su nuevo sistema híbrido.

## Vista general
La marca cumple 60 años en 2023 y para celebrarlo, se presentó al mercado este nuevo modelo el 29 de marzo de 2023, el cual es el primer superdeportivo híbrido enchufable HPEV (por sus siglas en inglés "High Performance Electrified Vehicle" y no PHEV) en la historia de la firma.
Toda su carrocería, exceptuando las puertas y las defensas, está hecha en fibra de carbono, incluyendo al chasis monocasco con una estructura frontal de composites, además de aluminio utilizado en la parte trasera del chasis. Con esto logra ser un 10% más ligero que el Aventador e incluso, la parte frontal hasta un 20% más, lo cual permite incrementar la rigidez torsional en un 25%. Esta reducción de peso es importante para compensar el aumento derivado de la batería y los motores eléctricos. Su diseño está inspirado completamente en la industria aeroespacial.
Tanto los faros delanteros como traseros con tecnología led, forman una "Y". Las tomas de aire laterales tienen formas angulosas, al igual que en la parte delantera. Los flujos de aire a su alrededor le dan mayor resistencia aerodinámica. Los escapes tienen forma hexagonal, mientras que sus grupos ópticos a los lados también tienen forma de "Y".

"Es la adrenalina hecha visible. Su diseño abre una fascinante puerta hacia el futuro de nuestro exclusivo lenguaje de diseño. A primera vista, es un impresionante Lamborghini V12 de nueva generación, con todas las líneas abrazando el monocasco y ofreciendo una visión despejada hacia el V12 HPEV…"
afirma: Mitja Borkert, jefe de diseño de Lamborghini.

Las entregas a los propietarios iniciarían a finales de 2023 y, según afirma la propia marca, los dos primeros años de producción ya están totalmente vendidos.

## Interior
Su interior ha sido modificado para ser más grande, con más espacio para la cabeza y los codos, además de varios huecos portaobjetos y un par de portavasos. Una espina central de fibra de carbono aloja las salidas de aire y una pantalla táctil de 8,4 pulgadas (21,3 cm) que sirve como sistema de infoentretenimiento. También se incluye otra pantalla de 9,1 pulgadas (23,1 cm) para el pasajero con información específica. El piloto tiene al frente un panel de instrumentos totalmente digitalizado de 12,3 pulgadas (31,2 cm). El volante incluye en sus brazos laterales cuatro selectores para elegir los modos de conducción, variar la elevación del coche y la inclinación del alerón trasero. El techo tiene 26 mm (1,02 pulgadas) más de espacio para la cabeza que el Aventador Ultimae, además de 84 mm (3,3 pulgadas) más de espacio para las piernas. Debajo el cofre delantero hay una cajuela con capacidad para un par de maletas de mano.

## Aerodinámica
Su alerón activo cuenta con tres tipos de ajustes, donde las posiciones cambian según la dinámica de manejo, o bien, al ser modificada manualmente por el propio conductor desde un selector en el volante. La posición "closed" garantiza una resistencia mínima al circular en modo eléctrico. En la posición "low drag position", la resistencia aerodinámica es mínima a altas velocidades y permite alcanzar la velocidad máxima manteniendo la estabilidad. Finalmente, la "high downforce position" maximiza la carga aerodinámica, optimizando su agilidad y manejo. Adicionalmente a un total de 13 programas de conducción, cuenta también con un nuevo modo llamado "Città", siendo exclusivamente eléctrico para uso urbano a baja velocidad.
Para mejorar la eficiencia aerodinámica, cuenta con una carga aerodinámica que es un 33% superior a la del Aventador Ultimae en el tren delantero; y un 74% superior en el eje trasero.

## Mecánica, desempeño y rendimiento
Está equipado con un nuevo motor V12 de 6498 cm³ (6,5 L; 396,5 plg³) con código L545, en combinación con tres motores eléctricos, de los cuales dos están en el eje delantero y el otro integrado a una caja de cambios de doble embrague de ocho velocidades, siendo la marcha atrás completamente eléctrica. Los motores eléctricos son alimentados mediante una batería de ion de litio de alta potencia específica de 4500 W (6,1 CV)/kg, con una capacidad de 3,8 kWh (14 MJ), la cual va montada en lugar del eje de transmisión. Esta puede recargarse mediante una conexión a la corriente alterna, o bien, con el sistema de freno regenerativo.
El V12 se monta en una nueva disposición para los cilindros, al haber sido rotados 180° con respecto al Aventador, acoplándose con la transmisión que está instalada justo detrás del motor, a fin de poder acomodar todo el paquete junto con los motores eléctricos. Este nuevo V12 se puede ver a través de una cubierta transparente. Pesa en total 218 kg (481 libras), es decir, 17 kg (37,5 libras) menos que el Aventador Ultimae y, al mismo tiempo, los motores eléctricos también son más ligeros pesando 18,5 kg (41 libras) por cada 110 kW (150 CV; 148 HP).
La potencia del V12 es de 825 CV (814 HP; 607 kW) y un par máximo de 725 N·m (535 lb·pie); los dos motores eléctricos delanteros generan 700 N·m (516 lb·pie), mientras que el tercero 150 N·m (111 lb·pie) con 150 CV (148 HP; 110 kW), para un total combinado de 1015 CV (1001 HP; 747 kW). Con esto es capaz de acelerar de 0 a 100 km/h (62 mph) en 2.5 segundos, de 0 a 200 km/h (124 mph) en menos de 7 segundos y alcanzar una velocidad máxima de más de 350 km/h (217 mph).
Su autonomía en modo eléctrico sería muy limitada a solamente 10 km (6,2 millas). La potencia máxima disponible varía según el modo de conducción: en Città se limita hasta 178 CV (176 HP; 131 kW) del modo EV, Strada lo aumenta a 873 CV (861 HP; 642 kW), Sport a 895 CV (883 HP; 658 kW) y en Corsa alcanza 1015 CV (1001 HP; 747 kW).
| Alimentación             | Inyección multipunto con ECU Bosch, naturalmente aspirado                                  |
| Diámetro x carrera       | 95 x 76,4 mm (3,74 x 3,01 pulgadas)                                                        |
| Relación de compresión   | 12.6:1                                                                                     |
| Potencia máxima          | 825 CV (814 HP; 607 kW) @ 9250 rpm (MCI) 1015 CV (1001 HP; 747 kW) (combinado MCI+e-motor) |
| Par máximo               | 725 N·m (535 lb·pie) @ 6750 rpm                                                            |
| Sistema de lubricación   | Cárter seco                                                                                |
| Sistema de refrigeración | Líquida con circuito específico para componentes de alta tensión                           |
| Distribución de peso     | 44% delantero y 56% trasero                                                                |
| Relación peso a potencia | 1,75 kg/CV                                                                                 |
| Potencia específica      | 127 CV/litro                                                                               |